# Guinotia
Guinotia is een geslacht van kreeftachtigen uit de klasse van de Malacostraca (hogere kreeftachtigen).

## Soorten
- Guinotia dentata (Latreille, 1825)